# Ostha basaliaria
Ostha basaliaria är en fjärilsart som beskrevs av Walker 1862. Ostha basaliaria ingår i släktet Ostha och familjen nattflyn. Inga underarter finns listade i Catalogue of Life.